# Jiantiao (köpinghuvudort i Kina, Zhejiang Sheng, lat 29,04, long 121,63)
Jiantiao (kinesiska: Chien-t’iao-so-ch’eng, Chien-t’iao, Chien-t’iao-so, 键跳, 健跳镇) är en köpinghuvudort i Kina. Den ligger i provinsen Zhejiang, i den östra delen av landet, omkring 190 kilometer sydost om provinshuvudstaden Hangzhou. Antalet invånare är 24 825. Befolkningen består av 10 951 kvinnor och 13 874 män. Barn under 15 år utgör 14,0 %, vuxna 15-64 år 74 %, och äldre över 65 år 10,0 %.
Runt Jiantiao är det tätbefolkat, med 319 invånare per kvadratkilometer. Jiantiao är det största samhället i trakten. I omgivningarna runt Jiantiao växer huvudsakligen savannskog.
Genomsnittlig årsnederbörd är 2 085 millimeter. Den regnigaste månaden är augusti, med i genomsnitt 350 mm nederbörd, och den torraste är januari, med 67 mm nederbörd.